# Сумчатые львы

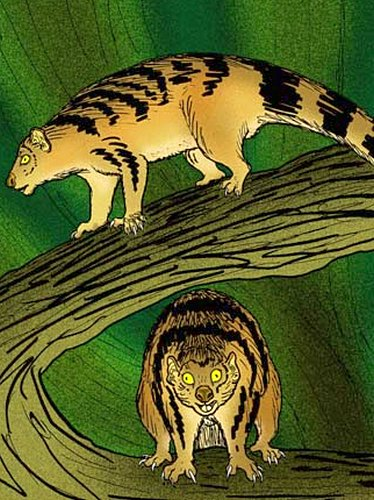
Microleo attenboroughi

Сумчатые львы (лат. Thylacoleonidae) — семейство вымерших хищных сумчатых млекопитающих из отряда двурезцовых сумчатых. Наиболее известный представитель — сумчатый лев, ископаемые остатки которого находят в отложениях позднего плейстоцена, являлся крупнейшим хищным млекопитающим Австралии своего времени. Его высота в холке составляла 70 см, а масса более 110 кг. Представители рода Priscileo были ростом с домашнюю кошку, а Microleo attenboroughi был ещё мельче — его масса оценивается в 600 граммов. Семейство известно с позднего олигоцена по плейстоцен. Их третьи премоляры были преобразованы в режущие лезвия, крепкие передние конечности имели втяжные когти.

## Классификация
В семейство входят следующие вымершие таксоны:
- Роды incertae sedis
  - Род Microleo
    - Microleo attenboroughi (ранний миоцен)

  - Род Lekaneleo (Priscileo)
    - Lekaneleo roskellyae (поздний олигоцен — средний миоцен)
    - Lekaneleo deminutivus (ранний миоцен)
- Подсемейство Wakaleoninae
  - Род Wakaleo
    - Wakaleo alcootaensis (поздний миоцен)
    - Wakaleo hilmeri (поздний олигоцен — ранний миоцен)
    - Wakaleo oldfieldi (ранний — средний миоцен)
    - Wakaleo pitikantensis (поздний олигоцен)
    - Wakaleo vanderleueri (миоцен)
- Подсемейство Thylacoleoninae
  - Род Thylacoleo
    - Thylacoleo carnifex (плейстоцен)
    - Thylacoleo crassidentatus (плиоцен)
    - Thylacoleo hilli (плиоцен)